# Забеловка
Забеловка (каз. Забеловка) — село в Житикаринском районе Костанайской области Казахстана. Административный центр Забеловского сельского округа. Находится примерно в 8 км к северо-северо-востоку (NNE) от города Житикара, административного центра района, на высоте 243 метров над уровнем моря. Код КАТО — 394443100.

## Население
В 1999 году численность населения села составляла 2097 человек (1080 мужчин и 1017 женщин). По данным переписи 2009 года, в селе проживало 2158 человек (943 мужчины и 1215 женщин).